# Saba (Déou)
Pour les articles homonymes, voir Saba (homonymie).
Saba est une commune située dans le département de Déou, dans la province d'Oudalan, région du Sahel, au Burkina Faso.